# Paul van Vlissingen (1797-1876)
Paul van Vlissingen (Amsterdam, 1797 – Heemstede, 2 april 1876) was een Nederlandse ondernemer en industrieel tijdens de industriële revolutie.

## Biografie
Cornelis van Vlissingen, de vader van Paul, was koopman te Amsterdam, maar tijdens de Franse bezetting ging zijn bedrijf ten onder en overleed korte tijd later. Twee jaar na de dood van zijn vader, in 1815, trad Paul van Vlissingen in dienst bij het Departement van Oorlog in Den Haag. Op 21 jarige leeftijd wordt hij overgeplaatst naar Nederlands-Indië. Hij maakte een studie naar de Javaanse taal en legt deze vast in letters. De lettergieterij van Enschedé maakt hiervoor de drukletters. Voor dit werk ontving Paul van Vlissingen in 1825 de onderscheiding van Ridder der Orde van de Nederlandse Leeuw.
Omstreeks 1820 waren de eerste Engelse stoomboten in Nederlandse zeehavens aangekomen. Paul, met zijn broer Simon, namen deel in de Harlinger Stoombootrederij, waarvan zij vanaf 1825 de directie voerden. Zij raakten ook betrokken bij een initiatief om met stoomschepen lading te slepen tussen Amsterdam en Den Helder, over het Noordhollandsch Kanaal. In 1825 richtte hij de Amsterdamsche Stoomboot Maatschappij (ASM) op. Deze stoomvaartmaatschappij opende lijnen tussen Amsterdam en Zaandam, Harlingen en Kampen. Na het vertrek van zijn partner J.B. Lindermooy werd Paul van Vlissingen in 1829 de enige directeur van ASM. De ASM heeft tot 1877 bestaan.
Hij had ook internationale ambities en startte de eerste overzeese stoomvaartlijn van Nederland, hij begon een dienst tussen Amsterdam en Hamburg. Om voldoende geld bij elkaar te krijgen voor zijn projecten zocht hij investeerders, maar hij haalde ook vakkennis uit het buitenland.
Voor zijn stoomboten had hij een reparatiewerkplaats nodig en onderdelen. In 1828 begon hij met Rotterdamse investeerder, Abraham Dudok van Heel, een stoommachinefabriek op Oostenburg in Amsterdam. De fabriek, Fabriek voor Stoom- en andere Werktuigen Paul van Vlissingen & Dudok van Heel, was ruim bemeten en hij ging op zoek naar andere klanten dan zijn eigen stoomschepen. De fabriek maakte suikerpannen voor de suikerplantages in Suriname en Nederlands-Indië en met de komst van de stoomtrein maakte hij ook locomotieven in zijn fabriek. Koning Willem II kreeg in 1840 in de fabriek een rondleiding, hij was onder de indruk en besloot dat het bedrijf het predicaat koninklijke mag voeren in de bedrijfsnaam.
In de jaren 1840 bouwde hij een eigen scheepswerf. Hier liepen een paar jaar later de eerste ijzeren schroefstoomschepen van Nederland van stapel. Van Vlissingen ergerde zich aan de Nederlandse liberale regeringen die voortdurend de handel bevorderden en de industrie achterstelden. Van Vlissingen was juist tegen ongebreidelde vrijhandel, hij wilde invoerrechten om de import van kapitaalgoederen te ontmoedigen en Nederlandse ondernemers een kans te geven te concurreren met Engelse fabrikanten.
Begin 1850 nam zijn zoon, Paul C. van Vlissingen, de leiding over. Paul van Vlissingen bleef actief, zo werd hij in 1855 mede-eigenaar van een kunstwolfabriek in Aarle-Rixtel, waarin hij tot 1873 financieel bij betrokken bleef.
Paul junior was ambitieus en samen met Abraham van Heel en zijn twee zonen, werden steeds grotere projecten aangepakt. Het eerste ijzeren drijvende droogdok ter wereld, bestemd voor Batavia; schroefstoomboten voor Belgische en Egyptische reders en de ijzerconstructie van het Paleis voor Volksvlijt. De fabriek kreeg ook de opdracht voor de bouw van de stalen bovenbouw voor de Moerdijkspoorbrug over het Hollandsch Diep. Het werk werd in Amsterdam gedaan en de brugdelen werden bij Moerdijk in elkaar gezet. In 1872 kwam de brug gereed.
Op 30 januari 1867 brandde de fabriek volledig af. De herbouw van de fabriek werd ter hand genomen, maar door het uitbreken van de Frans-Duitse Oorlog in 1870 werden werklieden uit de fabriek gemobiliseerd. Werkzaamheden kregen vertraging, waaronder een het ijzeren stoomschip, Stella, voor de Koninklijke Nederlandse Stoomboot-Maatschappij (KNSM) die weigerde voorschotten te betalen. De suikerfabriek bij Halfweg, waarvoor een stoominstallatie was geleverd, kon de rekening ook niet betalen. Er werkten 1300 arbeiders bij de fabriek. De Amsterdamse wethouder A.C. Wertheim spande zich in voor een doorstart en hij slaagde. Er kwam een nieuwe fabriek met een nieuwe naam, de Koninklijke Fabriek voor Stoom- en andere Werktuigen en een nieuwe directie. Paul C. Van Vlissingen en Dudok van Heel traden terug.
In 1876 overleed Paul van Vlissingen op 78 jarige leeftijd. Zijn partner, Maria Jacoba Blanck, was in 1864 reeds overleden.

## Naslagwerk
- Sigmond, Peter Paul van Vlissingen & zoon | Ondernemers in stoom, WBooks (2021) ISBN 9789462583924